# Agüero (subte de Buenos Aires)
La estación Agüero forma parte de la línea D de la red de subterráneos de la Ciudad de Buenos Aires. La estación fue construida por la compañía española CHADOPyF e inaugurada el 5 de septiembre de 1938. Se encuentra debajo de la Avenida Santa Fe y su intersección con la calle Agüero, en el barrio de Recoleta.
Posee una tipología subterránea con 2 andenes laterales y dos vías. Posee un vestíbulo intermedio, y acceso mediante escaleras y escaleras mecánicas, como así también servicio de Wi-Fi público.

## Historia
En 1997 esta estación fue declarada Monumento Histórico Nacional.

## Decoración
La estación Agüero no posee los murales comparativos de la Argentina del siglo XIX y la del siglo XX que caracterizan a sus contemporáneas de la primera sección de la línea inaugurada por la CHADOPyF. Sus dos murales de 15,5 x 1,8 metros de superficie fueron basados en bocetos de Rodolfo Franco de 1938, y realizados por Cattaneo y Compañía en Buenos Aires, a diferencia de los murales de la anterior línea construida por la CHADOPyF, cuya temática y origen eran españoles.
El primero de ellos está ubicado en el andén con dirección a Congreso de Tucumán y retrata la llegada de los conquistadores españoles a las tierras del Río de la Plata. En contraste, el mural del andén con dirección a Catedral muestra el Camino a Córdoba del Tucumán con la sociedad española ya asentada en el territorio argentino, alrededor de los siglos XVIII y XIX.

## Hitos urbanos
Se encuentran en las cercanías de esta:
- Hospital de Niños Dr. Ricardo Gutiérrez
  - Escuela Hospitalaria N.º 01 Dr. Ricardo Gutiérrez
- Centro comercial Alto Palermo
- Hospital Alemán
- Escuela Primaria Común N.º 10 Gregoria Pérez
- Escuela Primaria Común N.º 2 Juan Larrea
- Casa Museo Ricardo Rojas
- Museo Xul Solar

## Imágenes

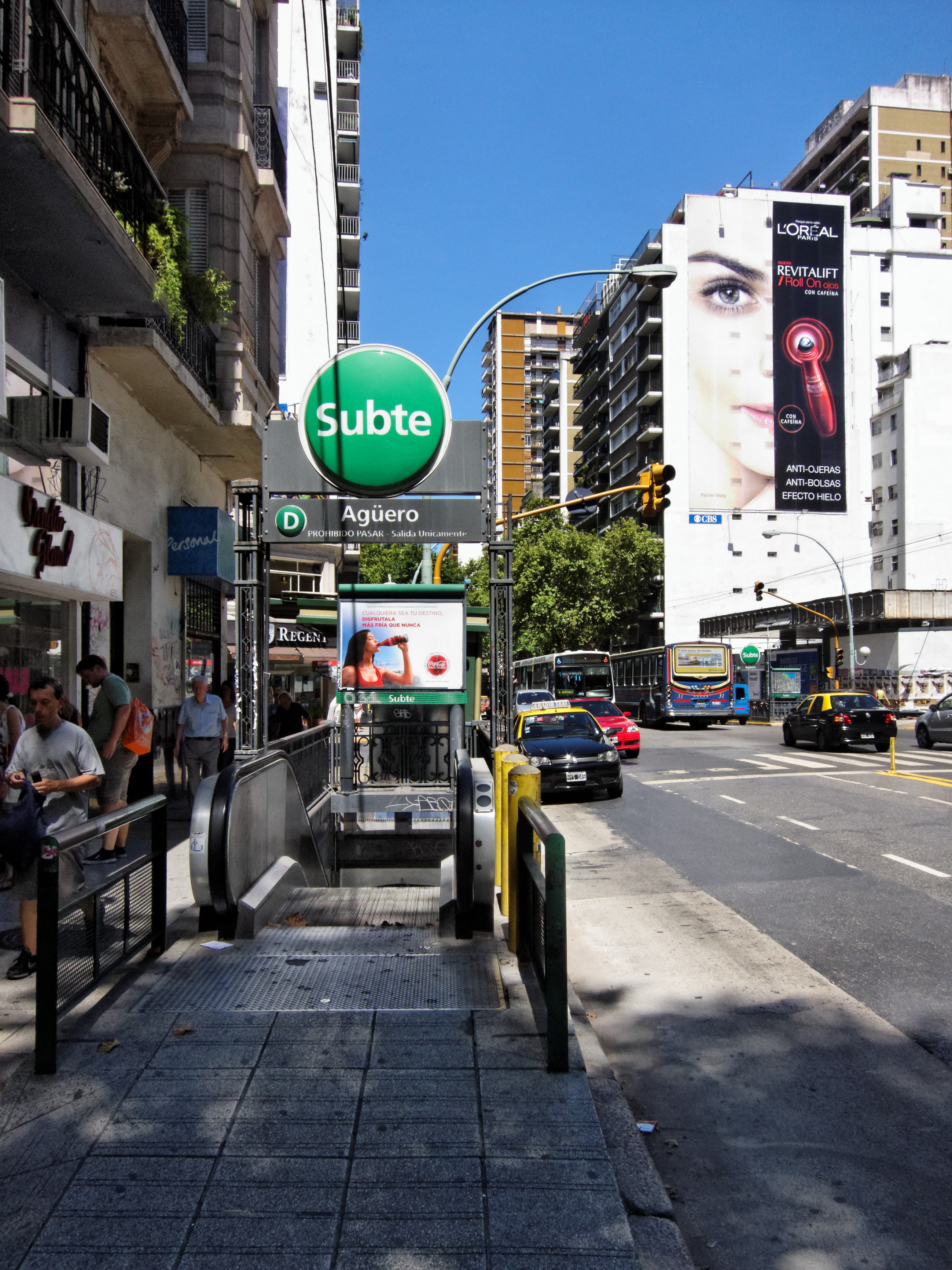
Salida.
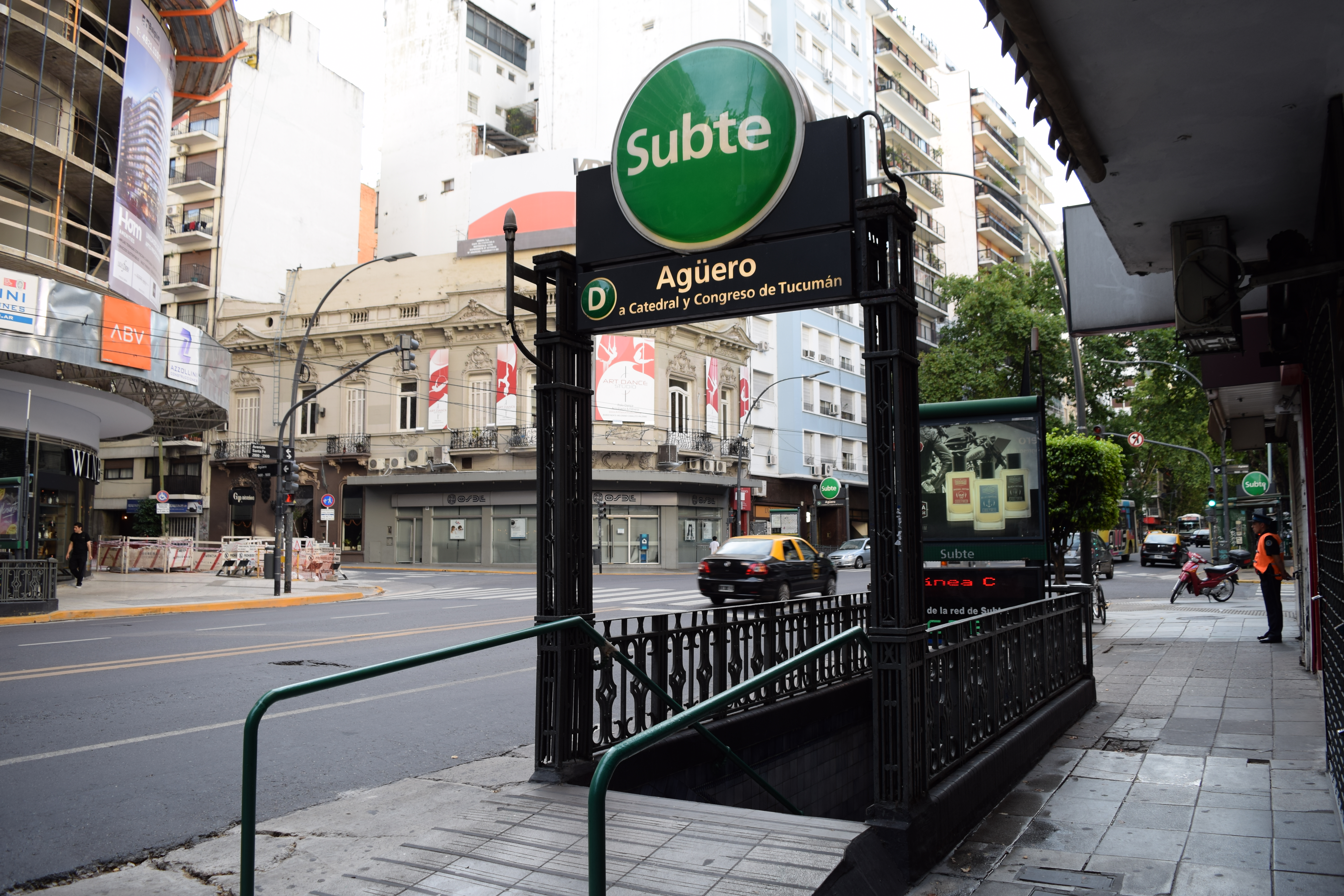
Acceso.
- Tren ingresando a la estación.